# Fuerte de Villa Cisneros

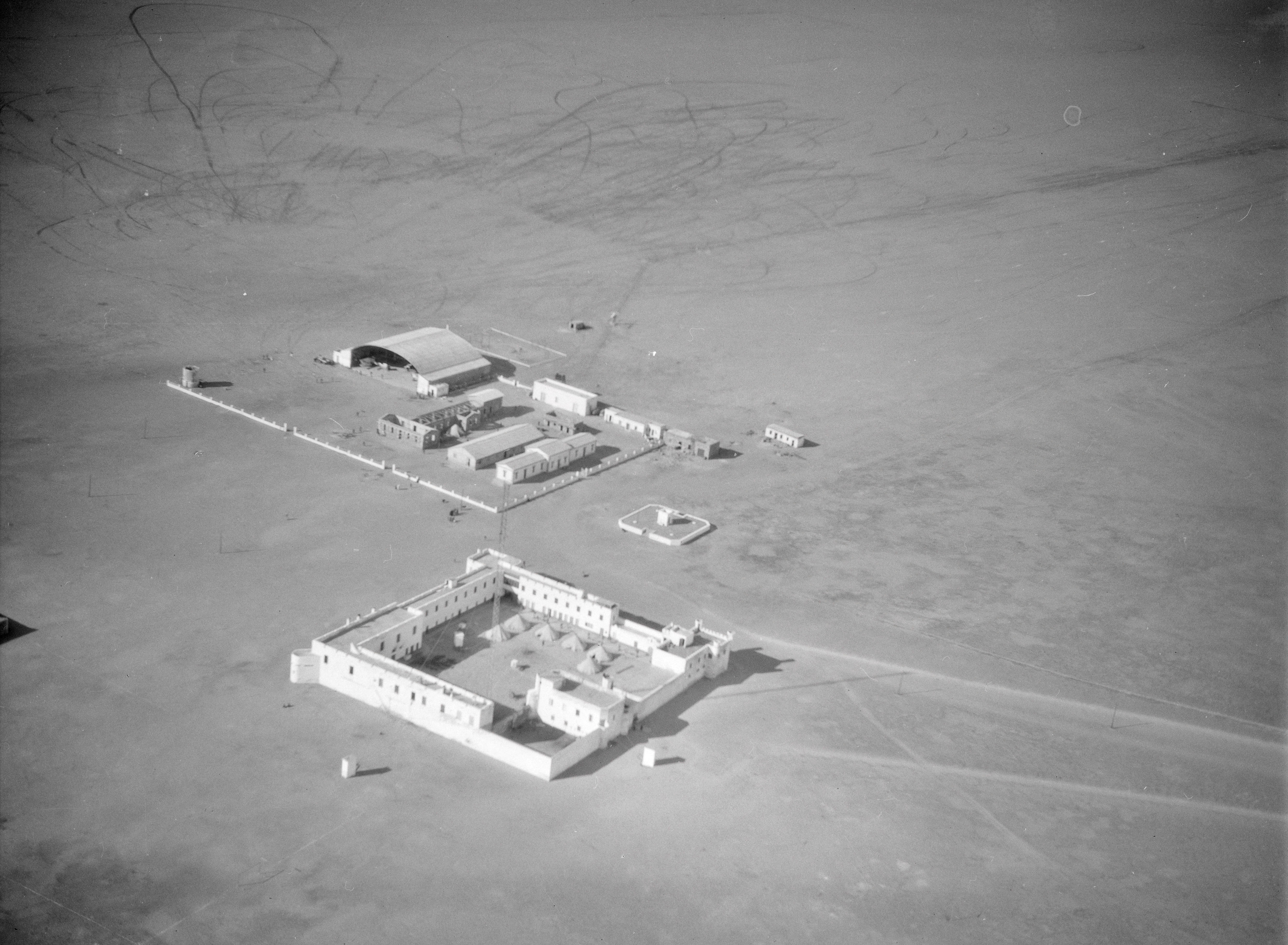
Fuerte de Villa Cisneros en 1930

El fuerte de Villa Cisneros fue un fuerte militar español fundado en 1886 en Villa Cisneros, región de Dajla-Río de Oro, en el Sahara Occidental.

## Historia
Fue construido en 1886 con el impulso del militar y arabista español Emilio Bonelli y constituyó el primer asentamiento permanente español en territorio del Sahara Occidental, dando lugar a la actual población de Villa Cisneros. El histórico fuerte se construyó como primer refugio y con funciones de control del territorio, teniendo dependencias como iglesia, almacenes, hospital, intendencia o alojamiento.
Aunque otras muchas edificaciones de uso militar de época española han sido aprovechadas por el ejército marroquí, en el caso del fuerte de Villa Cisneros no fue así, siendo demolido por orden del gobierno marroquí en 2005.